# Шакријар Мамеђаров
Шахријар Гамид Мамеђаров (азер. Şəhriyar Həmid  oğlu Məmmədyarov; рођен 12. априла 1985. године) је азербејџански шаховски велемајстор. Он заузима 1. место међу шахистима Азебејџана и 2. место у свету на светској ранг листи ФИДЕ од априла 2018. године.
Мамеђаров се такмичио на турниру кандидата у 2011 (елиминисан у четвртфиналу), 2014 (поставши четврти) и 2018 (поставши други). Он је двоструки светски јуниорски првак и светски првак у рапиду у 2013. години. 
Освајач златне медаље у 2012. години, на шаховској Олимпијади, на трећој табли, он је троструки екипни шампион Европе (2009, 2013, 2017). Он је такође двоструки победник Таљевог меморијала (2010. и 2014.) и Шамкир шаха (2016 и 2017) турнире.

## Биографија
У 2003. години је освојио светско јуниорско првенство. Поновио је своју победу у 2005. години, поставши једини двоструки шампион, пошто је постигао рејтинг перформанс 2953 после осам кола, зарадио је позив на Есент турнир 2006. године у Хогевену, и после победе те 2006. и наредне 2007. године, Мамеђаров је постигао светску славу.
У 2005. години Мамеђаров је учествовао на Европском клупском Купу и имао је други највиши рејтинг перформанс (2913) међу свим учесницима (Василиј Иванчук је имао највиши).
Мамеђаров дели прво место на "Аерофлот опену" у Москви у фебруару 2006. године, са резултатом 6½/9. У мају је победио на комбинованом FiNet/Ordix рапид догађају. У октобру 2006, он је освојио затворени Есент шаховски турнир у Хогевену са 4½/6, победивши Јудит Полгар на Сонеборн-Бергеров критеријум.
На Светском шаховском купу 2007 Мамеђаров је стигао у трећи круг, где је испао од Ивана Чепаринова.
У 2008, је освојио Корсикански кружни рапид по нокаут систему.
У 2009. години је освојио Ордикс Мајнц Опен са 10/11.
У 2010. години је поделиоо прво место са Владимиром Крамником и Гатом Камским на Купу Председника у Бакуу, иза којег је уследило заједничко прво место на Таљевом меморијалу.
У јуну 2013. године, Мамеђаров је освојио светско првенство у убрзаном шаху, остваривши 11½/15. Следећег месеца је освојио Турнир Женевских мајстора у убрзаном шаху.
У новембру 2014. године, је освојио Таљев меморијал по други пут.
У јуну 2016. године, Мамеђаров је освојио 3. Шамкир шаховски турнир, и Меморијал Вугара Гашимова. Он је победио оба водећа играча Фабиана Каруану и Аниша Гирија у последња два кола, што га је довело у ситуацију да игра тај-брејк са Каруаном. Победио је Каруану у тај-брејку, чиме је остварио победу на турниру.
У априлу 2017. године, Мамеђаров је освојио Меморијал Вугара Гашимова већ другу годину за редом са резултатом 5.5/9.

### Циклуси светског првенства
У 2011. години Мамеђаров је позван од организатора што га је квалификовало за турнир кандидата за првенство света у шаху 2012, , где је он изгубио од Бориса Гељфанда у првом колу.
За циклус 2014, за турнир кандидата, се квалификовао када је освојио друго место на  ФИДЕ Гранд прију 2012-13. Завршио је као четврти међу Кандидатима, са резултатом 7/14.
Није успео да се пласира на турнир кандидата 2016. Заузео је шесто место на ФИДЕ Гран Прију 2014-15, и испао је у четвртфиналу шаховског Првенства Света 2015 од победника Сергеја Карјакина.
У циклусу 2018, он се квалификовао на Турнир кандидата 2018 , освојивши ФИДЕ Гран При 2017. На Турниру кандидата је завршио као другопласирани са једним бодом заостатка иза Каруане, са резултатом 8/14.

## Тимска такмичења
Он је играо за Азербејџан на Шаховским олимпијадама у 2000, 2002, 2004, 2008, 2010, 2012, 2014 и 2016. У 2009,2013 и 2017 година је освојио тимску златну медаљу за Азербејџан на Европском екипном шампионату у шаху, освојивши бронзану медаљу у 2007. години и сребро у 2011. години.

## Лични живот
Његов лични тренер је његов отац, који је бивши боксер. Мамеђаров има две сестре, Заинаб Мамеђарову и Туркан Мамеђарову, које су Женски велемајстори. Мамеђаров се венчао у 2012. години.

## Значајне турнирске победе
- 2017 ФИДЕ Гран при, 1.[21]
- 2017 Меморијал Гашимова (4. годишњи Шамкир шаховски турнир)[22]
- 2016 Меморијал Гашимова (3. годишњи Шамкир шаховски турнир)
- 2014 Таљев меморијал, 1.[12]
- 2013 Пекинг ФИДЕ Гран при 2012-2013, 1.[23]
- 2013 Женевски мајстори шаха, Рапид (нокаут-Формат), 1.[11]
- 2013 првенство у убрзаном шаху у Khanty-Mansiysk, 1.
- 2010 Таљев меморијал, поделио 1.[9]
- 2010 Куп Председника, поделио 1.[24]
- 2009 Класични шах, Мајнц, 1.[25]
- 2008 Убрзани турнир, Корзика, 1.[26]
- 2007 Убрзани турнир 2007, Чешка, 1.
- 2006 Хогевен Есент турнир, 1.[27]
- 2006 Ordix Опен, поделио 1.[28]
- 2006 Аерофлот-опен, Москва, Русија, поделио 1.[4]
- 2006 Рејкјавик Опен, поделио 1.[29]
- 2006 Куп Председника, Баку, Азербејџан 1.[30]
- 2005 Светско Јуниорско Првенство (Испод-20)
- 2004 Дубаи опен, Дубаи, 1.[31]
- 2003 Првенство Света (U-18) [32]
- 2003 Светско Јуниорско Првенство (Испод-20), Нахчиван, Азербејџан[1]